# Oswald (Schiff)
Die Oswald war ein ursprünglich britisches Frachtschiff, das im Ersten Weltkrieg von der Kaiserlichen Marine des Deutschen Reichs beschlagnahmt und zuerst zu einem Tender für Minenräumboote und dann zu einem Flugzeugmutterschiff umgebaut wurde.
Das Schiff lief im November 1905 auf der Werft von J. L. Thompson and Sons in Sunderland (Nordost-England) vom Stapel. Es war 112,7 m lang und 15 m breit und hatte 6,7 m Tiefgang. Es hatte zwei Dampfkessel und eine Verbunddampfmaschine mit dreifacher Dampfdehnung, die 2200 PS leistete und eine Höchstgeschwindigkeit von 10 Knoten ermöglichte.

## Erster Weltkrieg
Bei Kriegsausbruch im August 1914 lag das Schiff in Danzig, wo es von der Kaiserlichen Marine beschlagnahmt und zunächst zum Versorgungsschiff für in der Ostsee operierende Minenräumboote umgerüstet wurde. Bis Ende 1917 diente das Schiff in dieser Funktion und als Transporter. Ab Februar 1918 wurde das Schiff in Danzig recht aufwendig zum Flugzeugtender umgebaut und als solcher, mit der Nummer F.S. III, am 17. Juli 1918 in Dienst gestellt. Die Oswald besaß nun je einen Hangar vorn und achtern, jeweils hinter dem Mast, und konnte bis zu vier Flugzeuge aufnehmen. Beide Masten waren mit Schwergutladebäumen zum Absetzen und zur Wiederaufnahme der Flugzeuge versehen. Die Bewaffnung bestand aus zwei 8,8-cm Flugabwehrkanonen, die Besatzung aus 95 Mann. Die Wasserverdrängung belief sich auf 7640 Tonnen.

## Verbleib
Das Schiff wurde im Dezember 1919 an das Vereinigte Königreich ausgeliefert. Es wurde 1924 nach Japan verkauft, wo es unter dem Namen Eian Maru im Frachtdienst eingesetzt wurde. Die Eian Maru wurde gegen Ende des Zweiten Weltkriegs am 25. Juli 1945 durch US-amerikanische Flugzeuge versenkt.